# كأس اليابان للدراجات 2023
كأس اليابان للدراجات 2023 هو سباق دراجات هوائية، وهو الموسم الثلاثين من كأس اليابان للدراجات، وأقيم في 15 أكتوبر 2023 ضمن سباقات سلسلة سباقات الاتحاد الدولي للدراجات للمحترفين 2023.
فاز بالمركز الأول روي كوستا، وفاز بالمركز الثاني فيليكس إنغلهارت، وفاز بالمركز الثالث ويليام مارتن.

## الفرق
| فرق عالمية (7)- Bahrain Victorious - Cofidis - EF Education-EasyPost - Intermarché-Circus-Wanty - Lidl-Trek - Soudal Quick-Step - Team Jayco AlUla فرق برو (3)- Israel-Premier Tech - Lotto Dstny - تيم نوفو نورديسك ‏ فرق قارية (8)- Aisan Racing Team ‏ - JCL Team Ukyo ‏ - Kinan Racing Team ‏ - Levante Fuji Shizuoka ‏ - Team Ljubljana Gusto Santic ‏ - Matrix Powertag ‏ - Utsunomiya Blitzen ‏ - Victoire Hiroshima ‏ فريق وطني- فريق اليابان لركوب الدراجات للرجال‏ |  |
| |  |

## المشاركون
| EF Education-EasyPost EFE | EF Education-EasyPost EFE | EF Education-EasyPost EFE |
| ------------------------- | ------------------------- | ------------------------- |
| م                         | عداء                      | مرتبة                     |
| 1                         | Andrea Piccolo ‏           | لم يكمل السباق            |
| 2                         | سيمون كار                 | لم يكمل السباق            |
| 3                         | شون كوين ‏                 | 45                        |
| 4                         | أودد كريستيان إيكينغ      | 12                        |
| 5                         | جيمس شو                   | 46                        |
| 6                         | مايكل فالغرين             | 9                         |

| Bahrain Victorious TBV | Bahrain Victorious TBV | Bahrain Victorious TBV |
| ---------------------- | ---------------------- | ---------------------- |
| م                      | عداء                   | مرتبة                  |
| 11                     | يوكيا أراشيرو          | 47                     |
| 12                     | Nicolò Buratti ‏        | لم يكمل السباق         |
| 13                     | هيرمان بيرنشتاينر      | 16                     |
| 14                     | Sergio Tu ‏             | لم يكمل السباق         |
| 15                     | Edoardo Zambanini ‏     | 17                     |

| Cofidis COF | Cofidis COF         | Cofidis COF    |
| ----------- | ------------------- | -------------- |
| م           | عداء                | مرتبة          |
| 21          | ويليام مارتن        | 3              |
| 22          | Alexandre Delettre ‏ | 37             |
| 23          | Axel Zingle ‏        | 7              |
| 24          | François Bidard ‏    | لم يكمل السباق |
| 25          | بيير لوك بيريشون    | لم يكمل السباق |
| 26          | Hugo Toumire ‏       | 33             |

| Intermarché-Circus-Wanty ICW | Intermarché-Circus-Wanty ICW | Intermarché-Circus-Wanty ICW |
| ---------------------------- | ---------------------------- | ---------------------------- |
| م                            | عداء                         | مرتبة                        |
| 31                           | Simone Petilli ‏              | 35                           |
| 32                           | لورينزو روتا                 | 8                            |
| 33                           | Rein Taaramäe                | لم يكمل السباق               |
| 34                           | روي كوستا                    | 1                            |
| 35                           | جورج تسيمارمان               | 5                            |
| 36                           | Francesco Busatto ‏           | 21                           |

| Lidl-Trek LTK | Lidl-Trek LTK    | Lidl-Trek LTK  |
| ------------- | ---------------- | -------------- |
| م             | عداء             | مرتبة          |
| 41            | جوليو سيكوني     | لم يبدأ        |
| 42            | جوليان برنارد    | 10             |
| 44            | Juan Pedro López | لم يكمل السباق |
| 45            | باوك موليما      | 13             |
| 46            | إدوارد ثيونس     | لم يكمل السباق |

| Soudal Quick-Step SOQ | Soudal Quick-Step SOQ | Soudal Quick-Step SOQ |
| --------------------- | --------------------- | --------------------- |
| م                     | عداء                  | مرتبة                 |
| 51                    | جوليان ألافيليب       | 38                    |
| 52                    | جيمس نوكس             | لم يكمل السباق        |
| 53                    | فوستو ماسنادا         | 14                    |
| 54                    | بيتر سيري             | 18                    |
| 55                    | Stan Van Tricht ‏      | 20                    |
| 56                    | Ilan Van Wilder ‏      | لم يكمل السباق        |

| Team Jayco AlUla JAY | Team Jayco AlUla JAY           | Team Jayco AlUla JAY |
| -------------------- | ------------------------------ | -------------------- |
| م                    | عداء                           | مرتبة                |
| 61                   | إدوارد دنبر                    | لم يكمل السباق       |
| 62                   | فيليكس إنغلهارت                | 2                    |
| 63                   | Jan Maas (cyclist, born 1996) ‏ | 24                   |
| 64                   | Hamish McKenzie (cyclist) ‏     | لم يكمل السباق       |
| 65                   | لوكاس هاميلتون                 | 11                   |
| 66                   | Kevin Colleoni ‏                | لم يكمل السباق       |

| Israel-Premier Tech IPT | Israel-Premier Tech IPT | Israel-Premier Tech IPT |
| ----------------------- | ----------------------- | ----------------------- |
| م                       | عداء                    | مرتبة                   |
| 71                      | كريس فروم               | لم يكمل السباق          |
| 72                      | Nadav Raisberg ‏         | 36                      |
| 73                      | بن هيرمانز              | لم يكمل السباق          |
| 74                      | Jonatan Abudraham‏       | 31                      |
| 75                      | Riley Sheehan ‏          | 6                       |
| 76                      | Brady Gilmore ‏          | لم يكمل السباق          |

| Lotto Dstny LTD | Lotto Dstny LTD   | Lotto Dstny LTD |
| --------------- | ----------------- | --------------- |
| م               | عداء              | مرتبة           |
| 82              | Pascal Eenkhoorn ‏ | 22              |
| 83              | إدواردو سيبولفيدا | 19              |
| 84              | Maxim Van Gils ‏   | 4               |
| 85              | Milan Paulus‏      | لم يكمل السباق  |
| 86              | Ramses Debruyne ‏  | 23              |

| تيم نوفو نورديسك ‏ TNN | تيم نوفو نورديسك ‏ TNN | تيم نوفو نورديسك ‏ TNN |
| --------------------- | --------------------- | --------------------- |
| م                     | عداء                  | مرتبة                 |
| 91                    | Hamish Beadle ‏        | 26                    |
| 92                    | سام براند             | لم يكمل السباق        |
| 93                    | Quinten De Graeve ‏    | لم يكمل السباق        |
| 94                    | Declan Irvine ‏        | لم يكمل السباق        |
| 95                    | Péter Kusztor ‏        | لم يكمل السباق        |
| 96                    | ديفيد لوزانو          | 29                    |

| Team Ljubljana Gusto Santic ‏ LGS | Team Ljubljana Gusto Santic ‏ LGS | Team Ljubljana Gusto Santic ‏ LGS |
| -------------------------------- | -------------------------------- | -------------------------------- |
| م                                | عداء                             | مرتبة                            |
| 101                              | Natan Gregorčič‏                  | لم يكمل السباق                   |
| 102                              | Dylan Hopkins ‏                   | 27                               |
| 103                              | Viktor Potočki ‏ (طريق)           | لم يكمل السباق                   |
| 104                              | Andrew Sampson‏                   | لم يكمل السباق                   |
| 105                              | Anže Skok ‏                       | لم يبدأ                          |
| 106                              | Jernej Hribar‏                    | لم يكمل السباق                   |

| JCL Team Ukyo ‏ JCL | JCL Team Ukyo ‏ JCL | JCL Team Ukyo ‏ JCL |
| ------------------ | ------------------ | ------------------ |
| م                  | عداء               | مرتبة              |
| 112                | Nariyuki Masuda ‏   | 43                 |
| 113                | بنجامين براديس     | لم يكمل السباق     |
| 114                | ناثان ايرل         | لم يكمل السباق     |
| 115                | Yūma Koishi ‏       | 34                 |
| 116                | Atsushi Oka ‏       | لم يكمل السباق     |
| 119                | Manabu Ishibashi ‏  | لم يكمل السباق     |

| Kinan Racing Team ‏ KIN | Kinan Racing Team ‏ KIN | Kinan Racing Team ‏ KIN |
| ---------------------- | ---------------------- | ---------------------- |
| م                      | عداء                   | مرتبة                  |
| 121                    | يوسوك هاتاناكا         | لم يكمل السباق         |
| 122                    | Drew Morey ‏            | لم يبدأ                |
| 123                    | ريان كافاناه           | 48                     |
| 124                    | Yudai Arashiro ‏        | لم يكمل السباق         |
| 126                    | Yugi Tsuda‏             | لم يكمل السباق         |

| Matrix Powertag ‏ MTR | Matrix Powertag ‏ MTR     | Matrix Powertag ‏ MTR |
| -------------------- | ------------------------ | -------------------- |
| م                    | عداء                     | مرتبة                |
| 131                  | فرانسيسكو مانسبو         | 30                   |
| 132                  | José Vicente Toribio ‏    | 32                   |
| 133                  | Georgios Bouglas ‏ (طريق) | لم يكمل السباق       |
| 135                  | Daiki Yasuhara‏           | لم يكمل السباق       |
| 136                  | مارينو كوباياشي          | لم يكمل السباق       |

| Victoire Hiroshima ‏ VCH | Victoire Hiroshima ‏ VCH | Victoire Hiroshima ‏ VCH |
| ----------------------- | ----------------------- | ----------------------- |
| م                       | عداء                    | مرتبة                   |
| 141                     | Keisuke Aso‏             | لم يكمل السباق          |
| 142                     | بنيامين ديبول           | 44                      |
| 143                     | Carter Bettles ‏         | 40                      |
| 144                     | ليونيل كوينتيرو ‏        | لم يكمل السباق          |

| Levante Fuji Shizuoka ‏ LVF | Levante Fuji Shizuoka ‏ LVF | Levante Fuji Shizuoka ‏ LVF |
| -------------------------- | -------------------------- | -------------------------- |
| م                          | عداء                       | مرتبة                      |
| 151                        | Batmönkhiin Maral-Erdene ‏  | لم يكمل السباق             |
| 152                        | Enkhtaivan Bolor-Erdene ‏   | لم يكمل السباق             |
| 154                        | Daniel Guld ‏               | لم يكمل السباق             |

| Aisan Racing Team ‏ AIS | Aisan Racing Team ‏ AIS | Aisan Racing Team ‏ AIS |
| ---------------------- | ---------------------- | ---------------------- |
| م                      | عداء                   | مرتبة                  |
| 161                    | Yuzuru Suzuki ‏         | لم يكمل السباق         |
| 162                    | Shotaro Watanabe ‏      | لم يكمل السباق         |
| 163                    | هاياتو أوكاموتو        | 15                     |
| 164                    | Keigo Kusaba ‏          | 25                     |
| 166                    | Masahiro Ishigami ‏     | 42                     |

| Utsunomiya Blitzen ‏ BLZ | Utsunomiya Blitzen ‏ BLZ | Utsunomiya Blitzen ‏ BLZ |
| ----------------------- | ----------------------- | ----------------------- |
| م                       | عداء                    | مرتبة                   |
| 171                     | Takayuki Abe ‏           | لم يكمل السباق          |
| 172                     | تشون كاي فنغ            | لم يكمل السباق          |
| 173                     | Takaaki Hori ‏           | لم يكمل السباق          |
| 174                     | Toki Sawada ‏            | 39                      |
| 175                     | Junsei Tani ‏            | 28                      |
| 177                     | هيكارو كوساكا           | لم يكمل السباق          |

| فريق اليابان لركوب الدراجات للرجال‏ JPN | فريق اليابان لركوب الدراجات للرجال‏ JPN | فريق اليابان لركوب الدراجات للرجال‏ JPN |
| -------------------------------------- | -------------------------------------- | -------------------------------------- |
| م                                      | عداء                                   | مرتبة                                  |
| 181                                    | Shoi Matsuda ‏                          | لم يكمل السباق                         |
| 182                                    | Yusuke Kadota ‏                         | لم يكمل السباق                         |
| 183                                    | Yuhi Todome ‏                           | لم يبدأ                                |
| 184                                    | Jo Hashikawa‏                           | لم يكمل السباق                         |
| 185                                    | Hijiri Oda ‏                            | 41                                     |

| EF Education-EasyPost EFE | EF Education-EasyPost EFE | EF Education-EasyPost EFE |
| ------------------------- | ------------------------- | ------------------------- |
| م                         | عداء                      | مرتبة                     |
| 1                         | Andrea Piccolo ‏           | لم يكمل السباق            |
| 2                         | سيمون كار                 | لم يكمل السباق            |
| 3                         | شون كوين ‏                 | 45                        |
| 4                         | أودد كريستيان إيكينغ      | 12                        |
| 5                         | جيمس شو                   | 46                        |
| 6                         | مايكل فالغرين             | 9                         |

| Bahrain Victorious TBV | Bahrain Victorious TBV | Bahrain Victorious TBV |
| ---------------------- | ---------------------- | ---------------------- |
| م                      | عداء                   | مرتبة                  |
| 11                     | يوكيا أراشيرو          | 47                     |
| 12                     | Nicolò Buratti ‏        | لم يكمل السباق         |
| 13                     | هيرمان بيرنشتاينر      | 16                     |
| 14                     | Sergio Tu ‏             | لم يكمل السباق         |
| 15                     | Edoardo Zambanini ‏     | 17                     |

| Cofidis COF | Cofidis COF         | Cofidis COF    |
| ----------- | ------------------- | -------------- |
| م           | عداء                | مرتبة          |
| 21          | ويليام مارتن        | 3              |
| 22          | Alexandre Delettre ‏ | 37             |
| 23          | Axel Zingle ‏        | 7              |
| 24          | François Bidard ‏    | لم يكمل السباق |
| 25          | بيير لوك بيريشون    | لم يكمل السباق |
| 26          | Hugo Toumire ‏       | 33             |

| Intermarché-Circus-Wanty ICW | Intermarché-Circus-Wanty ICW | Intermarché-Circus-Wanty ICW |
| ---------------------------- | ---------------------------- | ---------------------------- |
| م                            | عداء                         | مرتبة                        |
| 31                           | Simone Petilli ‏              | 35                           |
| 32                           | لورينزو روتا                 | 8                            |
| 33                           | Rein Taaramäe                | لم يكمل السباق               |
| 34                           | روي كوستا                    | 1                            |
| 35                           | جورج تسيمارمان               | 5                            |
| 36                           | Francesco Busatto ‏           | 21                           |

| Lidl-Trek LTK | Lidl-Trek LTK    | Lidl-Trek LTK  |
| ------------- | ---------------- | -------------- |
| م             | عداء             | مرتبة          |
| 41            | جوليو سيكوني     | لم يبدأ        |
| 42            | جوليان برنارد    | 10             |
| 44            | Juan Pedro López | لم يكمل السباق |
| 45            | باوك موليما      | 13             |
| 46            | إدوارد ثيونس     | لم يكمل السباق |

| Soudal Quick-Step SOQ | Soudal Quick-Step SOQ | Soudal Quick-Step SOQ |
| --------------------- | --------------------- | --------------------- |
| م                     | عداء                  | مرتبة                 |
| 51                    | جوليان ألافيليب       | 38                    |
| 52                    | جيمس نوكس             | لم يكمل السباق        |
| 53                    | فوستو ماسنادا         | 14                    |
| 54                    | بيتر سيري             | 18                    |
| 55                    | Stan Van Tricht ‏      | 20                    |
| 56                    | Ilan Van Wilder ‏      | لم يكمل السباق        |

| Team Jayco AlUla JAY | Team Jayco AlUla JAY           | Team Jayco AlUla JAY |
| -------------------- | ------------------------------ | -------------------- |
| م                    | عداء                           | مرتبة                |
| 61                   | إدوارد دنبر                    | لم يكمل السباق       |
| 62                   | فيليكس إنغلهارت                | 2                    |
| 63                   | Jan Maas (cyclist, born 1996) ‏ | 24                   |
| 64                   | Hamish McKenzie (cyclist) ‏     | لم يكمل السباق       |
| 65                   | لوكاس هاميلتون                 | 11                   |
| 66                   | Kevin Colleoni ‏                | لم يكمل السباق       |

| Israel-Premier Tech IPT | Israel-Premier Tech IPT | Israel-Premier Tech IPT |
| ----------------------- | ----------------------- | ----------------------- |
| م                       | عداء                    | مرتبة                   |
| 71                      | كريس فروم               | لم يكمل السباق          |
| 72                      | Nadav Raisberg ‏         | 36                      |
| 73                      | بن هيرمانز              | لم يكمل السباق          |
| 74                      | Jonatan Abudraham‏       | 31                      |
| 75                      | Riley Sheehan ‏          | 6                       |
| 76                      | Brady Gilmore ‏          | لم يكمل السباق          |

| Lotto Dstny LTD | Lotto Dstny LTD   | Lotto Dstny LTD |
| --------------- | ----------------- | --------------- |
| م               | عداء              | مرتبة           |
| 82              | Pascal Eenkhoorn ‏ | 22              |
| 83              | إدواردو سيبولفيدا | 19              |
| 84              | Maxim Van Gils ‏   | 4               |
| 85              | Milan Paulus‏      | لم يكمل السباق  |
| 86              | Ramses Debruyne ‏  | 23              |

| تيم نوفو نورديسك ‏ TNN | تيم نوفو نورديسك ‏ TNN | تيم نوفو نورديسك ‏ TNN |
| --------------------- | --------------------- | --------------------- |
| م                     | عداء                  | مرتبة                 |
| 91                    | Hamish Beadle ‏        | 26                    |
| 92                    | سام براند             | لم يكمل السباق        |
| 93                    | Quinten De Graeve ‏    | لم يكمل السباق        |
| 94                    | Declan Irvine ‏        | لم يكمل السباق        |
| 95                    | Péter Kusztor ‏        | لم يكمل السباق        |
| 96                    | ديفيد لوزانو          | 29                    |

| Team Ljubljana Gusto Santic ‏ LGS | Team Ljubljana Gusto Santic ‏ LGS | Team Ljubljana Gusto Santic ‏ LGS |
| -------------------------------- | -------------------------------- | -------------------------------- |
| م                                | عداء                             | مرتبة                            |
| 101                              | Natan Gregorčič‏                  | لم يكمل السباق                   |
| 102                              | Dylan Hopkins ‏                   | 27                               |
| 103                              | Viktor Potočki ‏ (طريق)           | لم يكمل السباق                   |
| 104                              | Andrew Sampson‏                   | لم يكمل السباق                   |
| 105                              | Anže Skok ‏                       | لم يبدأ                          |
| 106                              | Jernej Hribar‏                    | لم يكمل السباق                   |

| JCL Team Ukyo ‏ JCL | JCL Team Ukyo ‏ JCL | JCL Team Ukyo ‏ JCL |
| ------------------ | ------------------ | ------------------ |
| م                  | عداء               | مرتبة              |
| 112                | Nariyuki Masuda ‏   | 43                 |
| 113                | بنجامين براديس     | لم يكمل السباق     |
| 114                | ناثان ايرل         | لم يكمل السباق     |
| 115                | Yūma Koishi ‏       | 34                 |
| 116                | Atsushi Oka ‏       | لم يكمل السباق     |
| 119                | Manabu Ishibashi ‏  | لم يكمل السباق     |

| Kinan Racing Team ‏ KIN | Kinan Racing Team ‏ KIN | Kinan Racing Team ‏ KIN |
| ---------------------- | ---------------------- | ---------------------- |
| م                      | عداء                   | مرتبة                  |
| 121                    | يوسوك هاتاناكا         | لم يكمل السباق         |
| 122                    | Drew Morey ‏            | لم يبدأ                |
| 123                    | ريان كافاناه           | 48                     |
| 124                    | Yudai Arashiro ‏        | لم يكمل السباق         |
| 126                    | Yugi Tsuda‏             | لم يكمل السباق         |

| Matrix Powertag ‏ MTR | Matrix Powertag ‏ MTR     | Matrix Powertag ‏ MTR |
| -------------------- | ------------------------ | -------------------- |
| م                    | عداء                     | مرتبة                |
| 131                  | فرانسيسكو مانسبو         | 30                   |
| 132                  | José Vicente Toribio ‏    | 32                   |
| 133                  | Georgios Bouglas ‏ (طريق) | لم يكمل السباق       |
| 135                  | Daiki Yasuhara‏           | لم يكمل السباق       |
| 136                  | مارينو كوباياشي          | لم يكمل السباق       |

| Victoire Hiroshima ‏ VCH | Victoire Hiroshima ‏ VCH | Victoire Hiroshima ‏ VCH |
| ----------------------- | ----------------------- | ----------------------- |
| م                       | عداء                    | مرتبة                   |
| 141                     | Keisuke Aso‏             | لم يكمل السباق          |
| 142                     | بنيامين ديبول           | 44                      |
| 143                     | Carter Bettles ‏         | 40                      |
| 144                     | ليونيل كوينتيرو ‏        | لم يكمل السباق          |

| Levante Fuji Shizuoka ‏ LVF | Levante Fuji Shizuoka ‏ LVF | Levante Fuji Shizuoka ‏ LVF |
| -------------------------- | -------------------------- | -------------------------- |
| م                          | عداء                       | مرتبة                      |
| 151                        | Batmönkhiin Maral-Erdene ‏  | لم يكمل السباق             |
| 152                        | Enkhtaivan Bolor-Erdene ‏   | لم يكمل السباق             |
| 154                        | Daniel Guld ‏               | لم يكمل السباق             |

| Aisan Racing Team ‏ AIS | Aisan Racing Team ‏ AIS | Aisan Racing Team ‏ AIS |
| ---------------------- | ---------------------- | ---------------------- |
| م                      | عداء                   | مرتبة                  |
| 161                    | Yuzuru Suzuki ‏         | لم يكمل السباق         |
| 162                    | Shotaro Watanabe ‏      | لم يكمل السباق         |
| 163                    | هاياتو أوكاموتو        | 15                     |
| 164                    | Keigo Kusaba ‏          | 25                     |
| 166                    | Masahiro Ishigami ‏     | 42                     |

| Utsunomiya Blitzen ‏ BLZ | Utsunomiya Blitzen ‏ BLZ | Utsunomiya Blitzen ‏ BLZ |
| ----------------------- | ----------------------- | ----------------------- |
| م                       | عداء                    | مرتبة                   |
| 171                     | Takayuki Abe ‏           | لم يكمل السباق          |
| 172                     | تشون كاي فنغ            | لم يكمل السباق          |
| 173                     | Takaaki Hori ‏           | لم يكمل السباق          |
| 174                     | Toki Sawada ‏            | 39                      |
| 175                     | Junsei Tani ‏            | 28                      |
| 177                     | هيكارو كوساكا           | لم يكمل السباق          |

| فريق اليابان لركوب الدراجات للرجال‏ JPN | فريق اليابان لركوب الدراجات للرجال‏ JPN | فريق اليابان لركوب الدراجات للرجال‏ JPN |
| -------------------------------------- | -------------------------------------- | -------------------------------------- |
| م                                      | عداء                                   | مرتبة                                  |
| 181                                    | Shoi Matsuda ‏                          | لم يكمل السباق                         |
| 182                                    | Yusuke Kadota ‏                         | لم يكمل السباق                         |
| 183                                    | Yuhi Todome ‏                           | لم يبدأ                                |
| 184                                    | Jo Hashikawa‏                           | لم يكمل السباق                         |
| 185                                    | Hijiri Oda ‏                            | 41                                     |

## التصنيف العام النهائي
| التصنيف العام         | التصنيف العام   | التصنيف العام            | التصنيف العام | التصنيف العام |
| العداء                | العداء          | الفريق                   | الوقت         |               |
| --------------------- | --------------- | ------------------------ | ------------- | ------------- |
| 1                     | روي كوستا       | Intermarché-Circus-Wanty | 3 س 28 د 22 ث |               |
| 2                     | فيليكس إنغلهارت | Team Jayco AlUla         | + 0 ث         |               |
| 3                     | ويليام مارتن    | Cofidis                  | + 2 ث         |               |
| 4                     | Maxim Van Gils ‏ | Lotto Dstny              | + 27 ث        |               |
| 5                     | جورج تسيمارمان  | Intermarché-Circus-Wanty | + 1 د 34 ث    |               |
| 6                     | Riley Sheehan ‏  | Israel-Premier Tech      | + 1 د 34 ث    |               |
| 7                     | Axel Zingle ‏    | Cofidis                  | + 1 د 34 ث    |               |
| 8                     | لورينزو روتا    | Intermarché-Circus-Wanty | + 1 د 34 ث    |               |
| 9                     | مايكل فالغرين   | EF Education-EasyPost    | + 1 د 34 ث    |               |
| 10                    | جوليان برنارد   | Lidl-Trek                | + 1 د 39 ث    |               |
|                       |                 |                          |               |               |
| مصدر: ProCyclingStats |                 |                          |               |               |

## وصلات خارجية
- الموقع الرسمي
- لمحة عن سباق كأس اليابان للدراجات 2023 على موقع  ProCyclingStats   (برو  سايكلنج  ستاتس) - إحصاءات  محترفي  الدراجات.
- كأس اليابان للدراجات 2023 على موقع إحصائيات الدراجات الإحترافية (الإنجليزية)